# 三重県道769号中津浜浦五ヶ所浦線

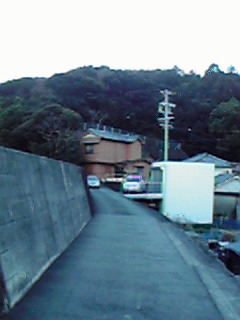
起点（2009年1月1日撮影）

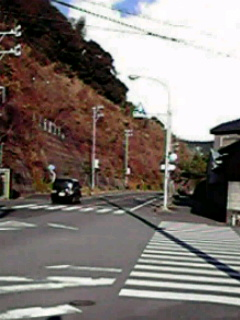
終点（2009年1月1日撮影）

三重県道769号中津浜浦五ヶ所浦線（みえけんどう769ごう なかつはまうらごかしょうらせん）は三重県度会郡南伊勢町を通る一般県道である。

## 概要

### 路線データ
- 起点：度会郡南伊勢町中津浜浦字荒見ザキ152番6地先[1]
- 終点：度会郡南伊勢町五ヶ所浦字合神204番5地先[1]（国道260号交点）
- 総延長：2,832m

## 路線状況

### 重複区間
なし

### 利用状況
中津浜浦地区住民の生活道路であると共に、沿線の研究所や高等学校の通勤・通学路、ヨットハーバー等への観光アクセス道路としても利用されるなど、幅広い利用がある。

## 地理

### 通過する自治体
- 三重県度会郡南伊勢町

### 接続する主な路線
- 国道260号＝終点

### 沿線
- 中津浜浦漁港
- 独立行政法人水産総合研究センター養殖研究所
- 志摩ヨットハーバー
- 伊勢現代美術館
- 三重県立南伊勢高等学校南勢校舎